# Josefstädter Straße metróállomás

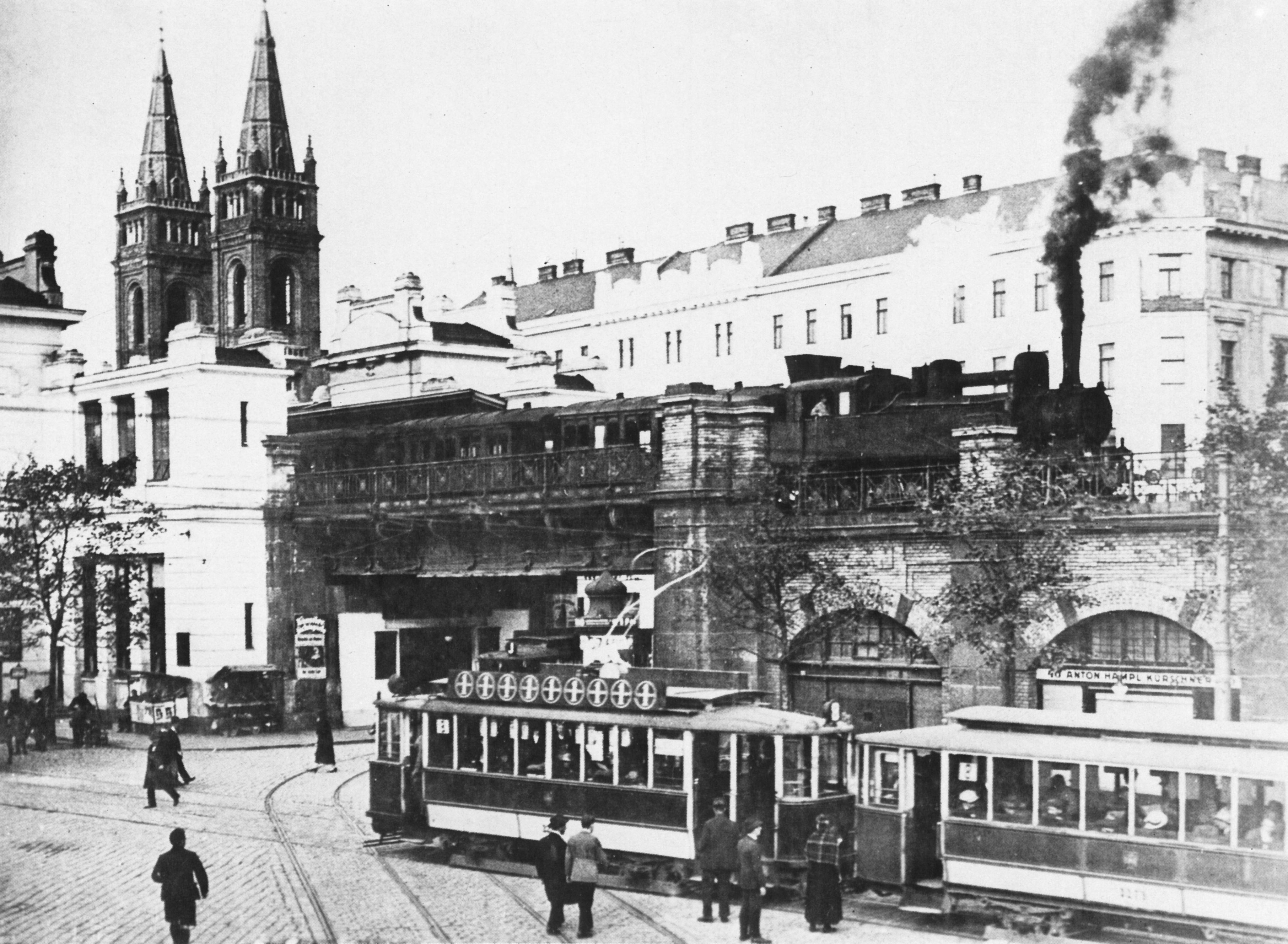
Az állomás látképe az eredeti gőzvasúttal

A bécsi Josefstädter Straße metróállomás az U6-os metróvonal egyik állomása Thaliastraße és Alser Straße állomások között Bécs 8. és 16. kerületének határán. A megálló 1898-ban épült, és eredetileg a Stadtbahnt szolgálta. 1925-ben az elektromos Stadtbahn átadáskakor a megállót úja megnyitották. 1989-ben a Stadtbahn megszűnésével átalakították metróállomássá, ám külső kinézetén nem változtattak, ezért műemlékvédelem alatt áll.

## Jellemzője
Az állomás a föld felett épült, kétvágányos, szélső peronos kialakítású. A perontető a peron majdnem teljes hosszát lefedi, de a vágányokig nem ér el. Az állomás bejárata az utcaszintben van, bejáratként egy zöld lengőajtó van. A bejáraton belépve egy négyzetrácsos burkolatú előtérbe érkeznek az utasok. A metró egy szinttel feljebb áll meg, ahova a szélső peronos kialakítás miatt két külön lépcsőn lehet felmenni.
| U6 (Floridsdorf ↔ Siebenhirten) |                        |                         |
| Állomás                         | Átszállási kapcsolatok | Fontosabb létesítmények |
| Josefstädter Straße             | 2, 33                  |                         |

## Galéria

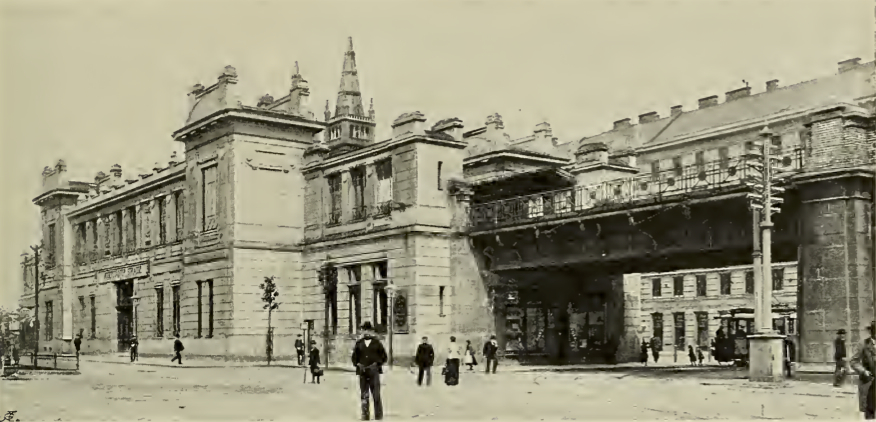
Az állomás az 1900-as évek elején
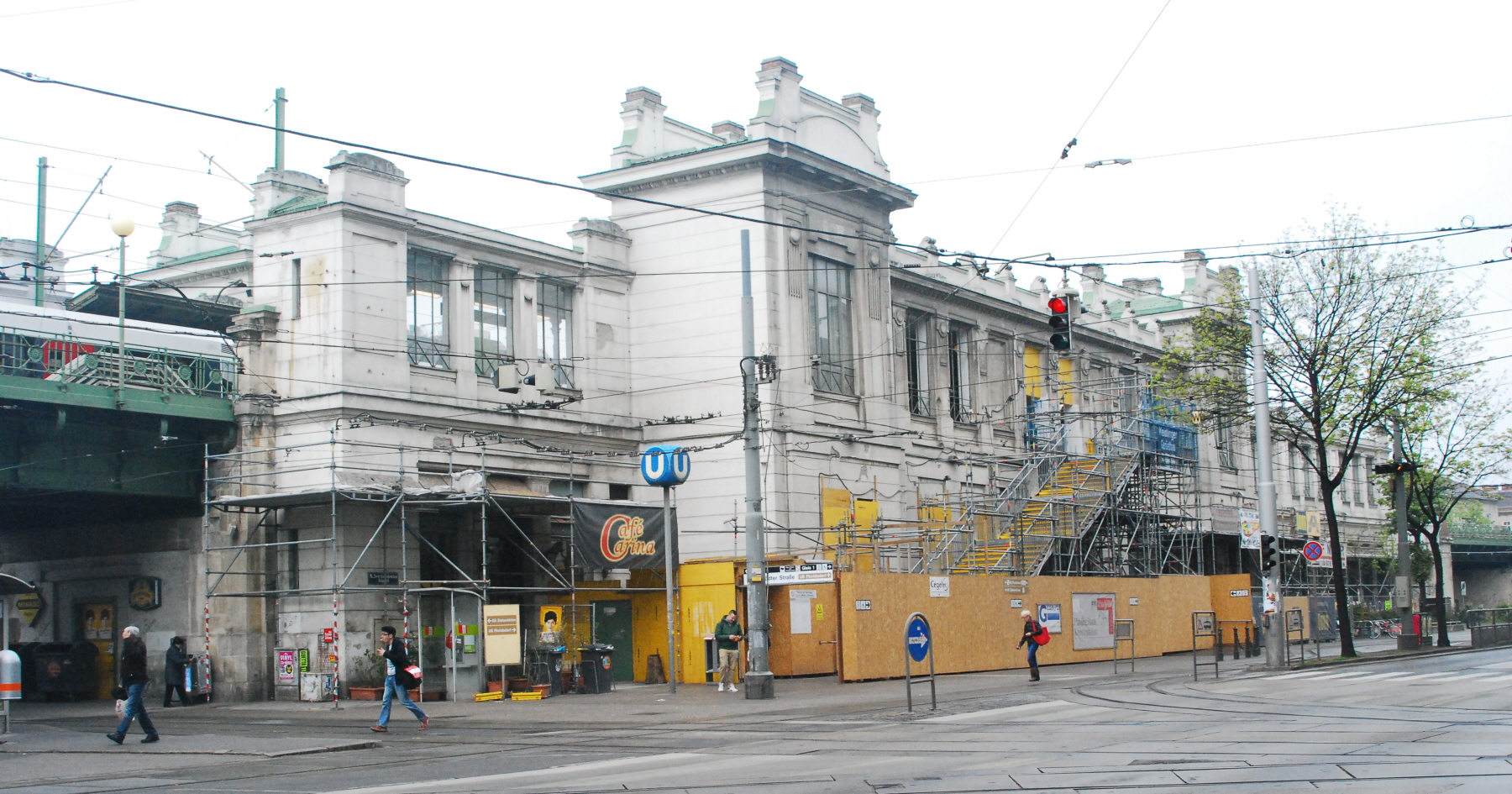
felújítási munkálatok
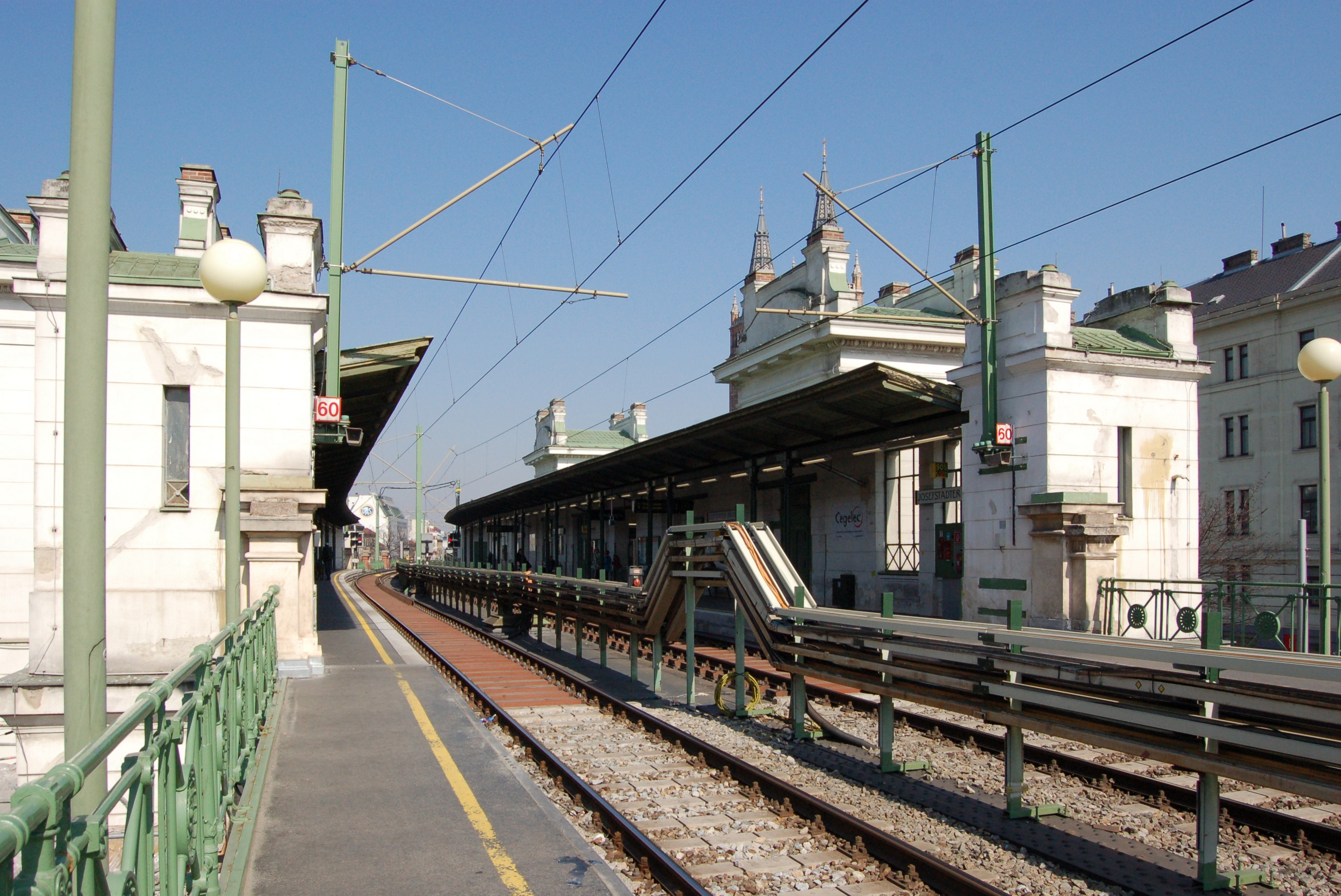
Az állomás vágányai
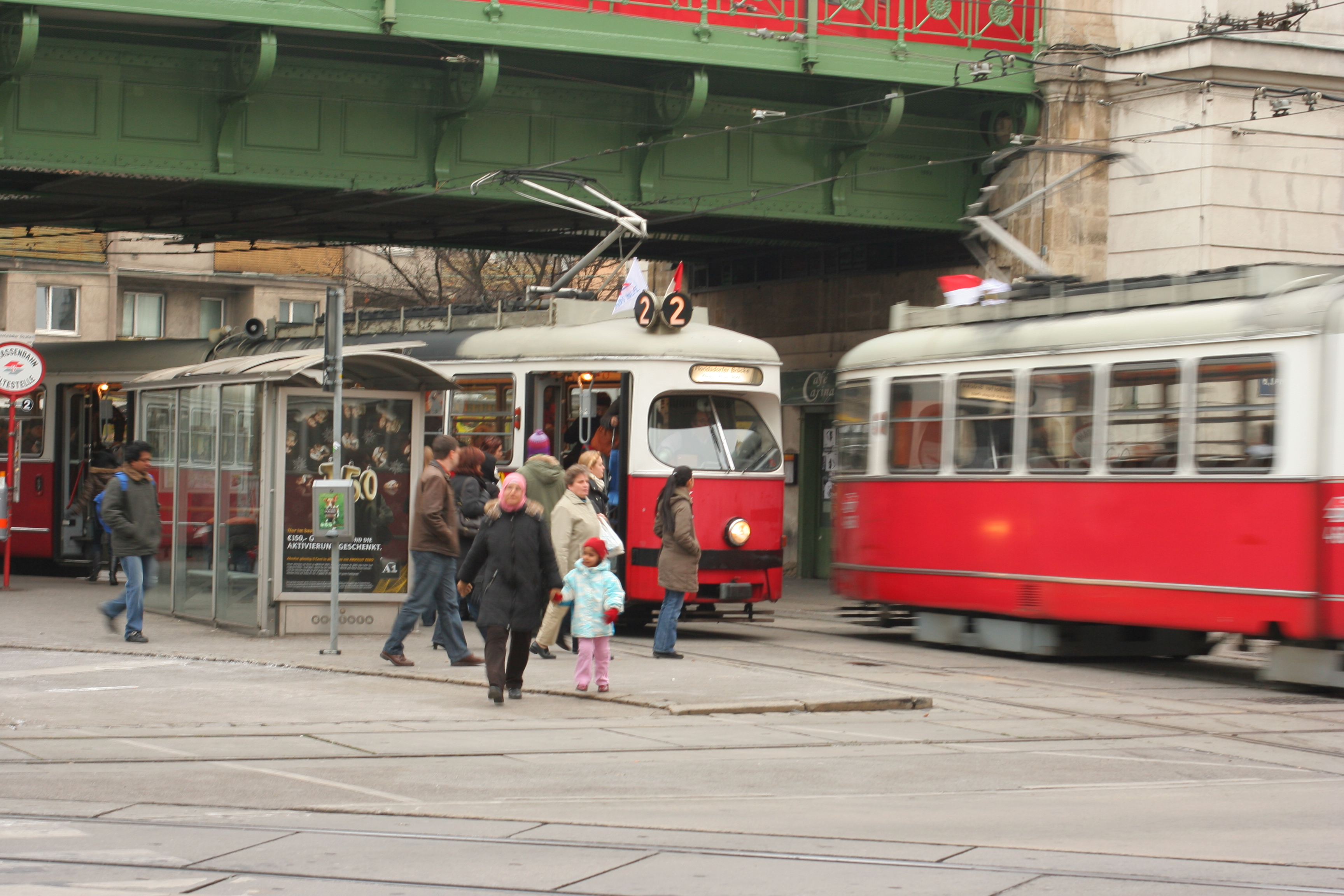
Az állomás mellett, egy híd alatt mennek el a villamosok a 6-os metró felett

## Fordítás
- Ez a szócikk részben vagy egészben  az   U-Bahn-Station Josefstädter Straße című német Wikipédia-szócikk fordításán alapul.  Az eredeti cikk szerkesztőit annak laptörténete sorolja fel. Ez a jelzés csupán a megfogalmazás eredetét és a szerzői jogokat jelzi, nem szolgál a cikkben szereplő információk forrásmegjelöléseként.